# Asdonk (Tessenderlo)
Asdonk is de naam van een gebied tussen de plaatsen Engsbergen (gemeente Tessenderlo) en Molenstede (gemeente Diest).

## Geschiedenis
Hier was sprake van een Romeinse tolpost op de Kempenweg, die Diest verbond met Bakel. Deze tolpost bestond al in de 5e eeuw. Ze was niet op een donk gelegen, maar op een getuigenheuvel, op de grens tussen de streken Kempen en Hageland.
In 758 wordt deze asdonk vermeld als een plaats waar geschikte waterbronnen zijn te vinden. De Karolingische hofmeiers trokken hier langs, als ze op reis waren. Later vestigden zich hier ridders die hier bleven, tot in de 11e eeuw de tol werd opgeheven. Ook later zou dit gebied in bezit blijven van aristocraten. Aanvankelijk waren het aristocraten uit Diest, die hier vanaf omstreeks 1310 de wijnbouw trachtten te ontwikkelen. Deze is echter, door allerlei natuurlijke tegenslagen, omstreeks 1500 tot een einde gekomen. De adel bleef het gebied tot op de dag van heden beheersen. In 1499 kwam Diest, en ook de Asdonk, in bezit van Graaf Engelbrecht II van Nassau, en tot einde 18e eeuw bleef het in bezit van de Graven van Nassau. Het domein, in de omgeving van de Dassenberg, heet nog steeds Prinsenbos. Hier ligt ook een kasteeltje, Groot Asdonk genaamd, dat eind 18e eeuw werd gebouwd en begin 19e eeuw vergroot. Van 1806-1809 werd om het landhuis een park in Engelse landschapsstijl aangelegd.
Vaak werd er in de Middeleeuwen een staatkundige of kerkelijke grens getrokken door de Asdonk. Ook hier was dat het geval. De grens wordt door een reeks eeuwenoude eiken aangegeven. Ten noorden lag het Graafschap Loon, nu Limburg, ten zuiden lag het Hertogdom Brabant, nu Vlaams-Brabant. Op de grens ligt de hoeve Klein Asdonk. Hier is nog steeds sprake van wateraders, welke de hier stromende Kleine Beek voeden.

## Natuurgebied Dassenaarde

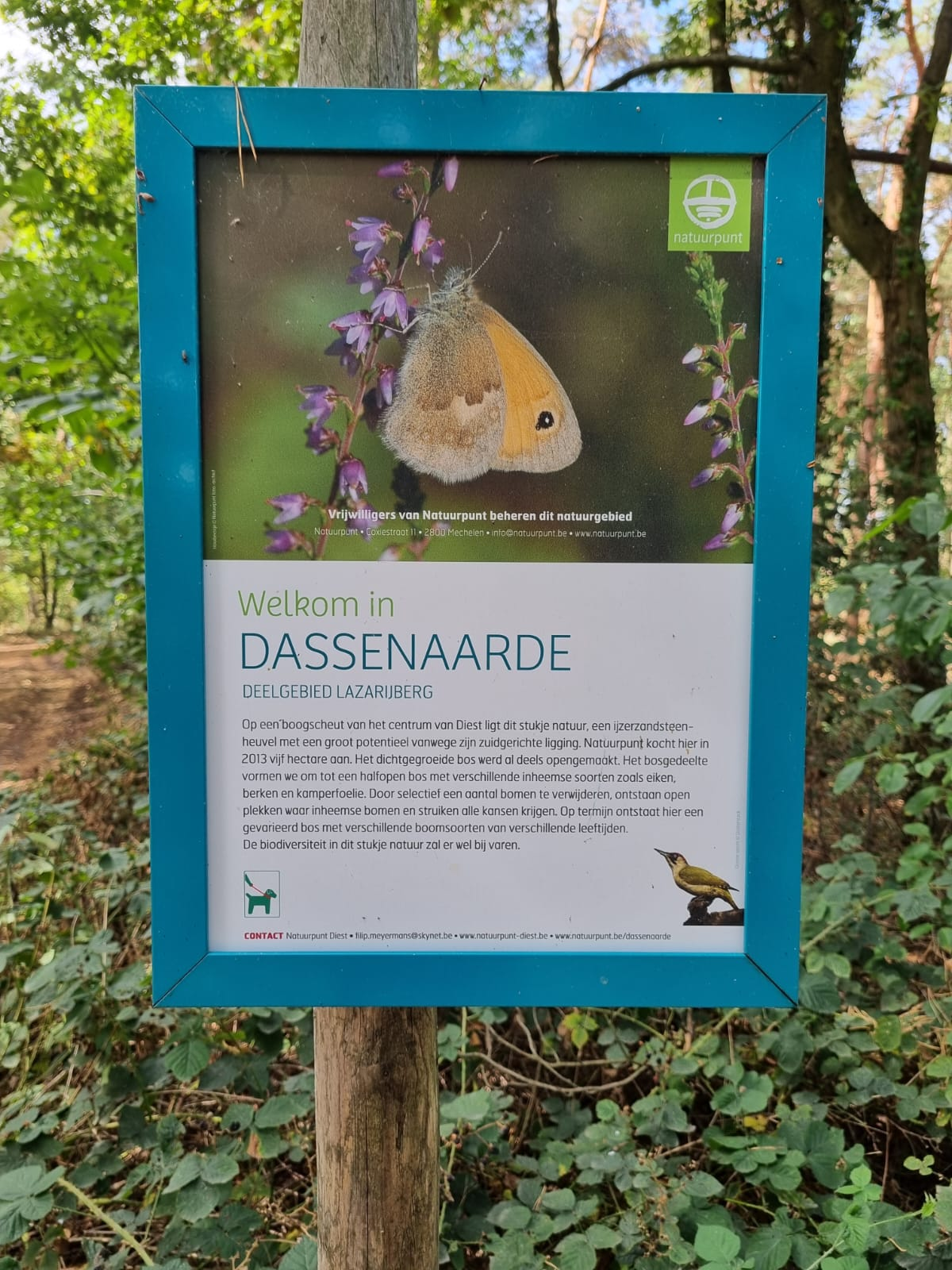
Informatiebord in het natuurgebied

Een deel van het domein is tegenwoordig verkaveld, een ander deel is een openbaar natuurgebied geworden. Het natuurgebied draagt de naam Dassenaarde-Groot Asdonk (Natura 2000-gebied Demervallei). Het wordt beheerd door Natuurpunt. Hier vloeien Grote Beek en Kleine Beek samen tot het Zwartwater, dat bij Molenstede in de Demer uitmondt. Het gebied kent een afwisseling van natte valleien, afgewisseld met hogere heuvelruggen.
Centraal in dit gebied ligt de pachthoeve: Bolhuishoeve. Deze oorspronkelijk lemen hoeve op een fundament van ijzerzandsteen is later door stenen muren omringd. Ze doet dienst als natuurboerderij. In de nabijheid ligt het Bolhuiskapelletje.
Door dit gebied zijn een aantal wandelingen uitgezet.

### Fauna en Flora

#### Fauna
Vogels: 

Watersnip, wintertaling, porseleinhoen, buizerd, roodborsttapuit, specht, boomklever, nachtegaal, sprinkhaanrietzanger
Ongewervelden: 

Veldkrekel

#### Flora
Zandblauwtje, rapunzelklokje, margriet, knoopkruid, koekoeksbloem, meidoorn, beuk, moeraseik,